# Benjamin Goller
Benjamin Goller (* 1. Januar 1999 in Reutlingen) ist ein deutscher Fußballspieler. Er steht seit Januar 2023 beim 1. FC Nürnberg unter Vertrag.

## Karriere

### Im Verein
Goller begann beim TSV Holzelfingen mit dem Fußballspielen, ehe er über die Jugend des VfL Pfullingen (2011 bis 2014) in die Jugend der Stuttgarter Kickers wechselte. Dort spielte er in der Saison 2015/16 in der B-Junioren-Bundesliga und kam dort auf 25 Einsätze (vier Tore). Zur Saison 2016/17 wechselte Goller in die A-Jugend des FC Schalke 04, mit der er in der A-Junioren-Bundesliga spielte. Er kam in der West-Staffel auf 26 Einsätze und jeweils zehn Tore und Vorlagen. Mit Schalke erreichte er zudem die A-Junioren-Bundesliga Endrunde, scheiterte dort aber an der U19-Mannschaft vom FC Bayern München. In der Saison 2017/18, in der er letztmals in der Jugend spielberechtigt war, gewann der Flügelspieler mit seiner Mannschaft die West-Staffel. Dabei kam er auf 26 Einsätze, sechs Tore und 14 Vorlagen. Im Endspiel um die deutsche Meisterschaft mussten er und sein Team sich Hertha BSC geschlagen geben. Anschließend rückte Goller in den Herrenbereich auf.
Die Vorbereitung auf die Saison 2018/19 absolvierte Goller mit der Profimannschaft von Domenico Tedesco. So nahm er unter anderem an einer Marketing-Reise nach China teil und kam in den Testspielen gegen den FC Southampton und Hebei China Fortune zum Einsatz. Nach dem Ende der Vorbereitung wurde Goller von Tedesco fest in den Profikader integriert. Am 11. Dezember 2018 debütierte er in der ersten Mannschaft, als er beim 1:0-Sieg gegen Lokomotive Moskau in der Champions League in der Startelf stand. Zudem kam er auf elf Einsätze in der Oberliga Westfalen für die zweite Mannschaft.
Zur Saison 2019/20 wechselte Goller zu Werder Bremen. Er absolvierte die Vorbereitung mit der Profimannschaft von Florian Kohfeldt. Wegen eines Muskelfaserrisses fiel er zunächst aus. Nachdem Kohfeldt zehn Spieler wegen Verletzungen fehlten, stand Goller am 14. September 2019 im Kader der Bundesliga-Elf für das Spiel bei Union Berlin, in dem er in der Schlussphase für Leonardo Bittencourt eingewechselt wurde und somit sein Bundesligadebüt gab. Er spielte zehn Erstligapartien für die erste Mannschaften und stand in zwei Spielen für die zweite Mannschaft in der Regionalliga Nord auf dem Platz.
Zur Saison 2020/21 wechselte Goller für ein Jahr auf Leihbasis in die 2. Bundesliga zum Karlsruher SC. Dort spielte er 27 Zweitligapartien und traf viermal. Zur Saison 2021/22 wurde er nach dem Abstieg von Bremen in die 2. Bundesliga zum Ligakonkurrenten SV Darmstadt 98 weiterverliehen. Unter Torsten Lieberknecht kam er in 11 Ligaspielen zum Einsatz und traf dabei 2-mal. Ende Januar 2022 wurde die Leihe aufgrund geringer Spielpraxis abgebrochen und Goller kehrte per Leihe zum Karlsruher SC zurück. Dort kam er bis zum Saisonende 13-mal zum Einsatz, stand 11-mal in der Startelf und erzielte ein Tor.
Zur Saison 2022/23 kehrte Goller zu den Bremern zurück, die wieder in die Bundesliga aufgestiegen waren. Bis zur Winterpause kam er jedoch nicht zum Einsatz und spielte nur einmal in der zweiten Mannschaft. Daher wechselte Goller zum 1. Januar 2023 zum Zweitligisten 1. FC Nürnberg.

### In der Nationalmannschaft
Goller spielte zwischen November 2016 und März 2017 drei Mal in der deutschen U18-Nationalmannschaft. Von August 2017 bis März 2018 folgten fünf Einsätze in der U19-Auswahl, in denen er einen Treffer erzielte. Von September 2018 bis November 2019 war Goller in der U20-Auswahl aktiv.